# Philip Seymour Hoffman

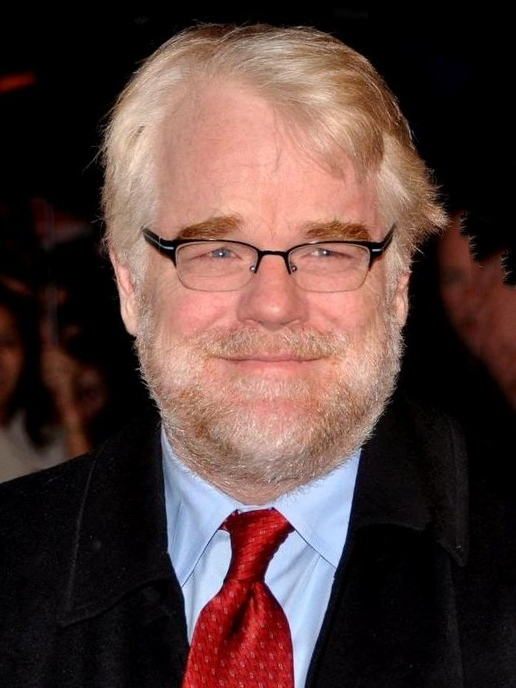
Philip Seymour Hoffman, 2011

Philip Seymour Hoffman (* 23. Juli 1967 in Fairport, Monroe County, New York; † 2. Februar 2014 in New York City) war ein US-amerikanischer Theater- und Filmschauspieler. Hoffman galt als einer der besten Charakterdarsteller seiner Generation. Als Hauptdarsteller der Filmbiographie Capote wurde er 2006 mit dem Oscar ausgezeichnet.

## Leben
Philip Seymour Hoffman wurde 1967 in Fairport, einer Vorstadt von Rochester, geboren. Er war das dritte von vier Kindern des deutschstämmigen Xerox-Angestellten Gordon S. Hoffman und dessen Ehefrau Marilyn L. O’Connor. Als Hoffman neun Jahre alt war, ließen sich seine Eltern scheiden. Die Kinder wuchsen bei der Mutter auf.
An der Highschool stach Hoffman zunächst durch hervorragende Leistungen im Ringen und Baseball hervor, bevor er sich nach einer Verletzung dem Schauspiel zuwandte. In der Schultheateraufführung von Arthur Millers Tod eines Handlungsreisenden nahm er die Hauptrolle des über 60-jährigen Willy Loman ein und beeindruckte mit seiner Darstellung das Publikum und Theaterexperten. Ab 1984 besuchte er die Theaterschule der New York State Summer School of the Arts und nach Abschluss der High School das Sommerprogramm der Circle in the Square Theater School.
1992 spielte Hoffman seine erste Filmrolle in dem polnischen Independentfilm Szuler und trat im gleichen Jahr neben Al Pacino in dem mehrfach ausgezeichneten Hollywood-Streifen Der Duft der Frauen auf. Seine Karriere baute vor allem auf einer Reihe von beeindruckenden Nebenrollen in Independentfilmen auf. Er wirkte mit Ausnahme von There Will Be Blood in allen Filmen von Paul Thomas Anderson mit. Regelmäßig trat er in Hollywoodfilmen wie z. B. Getaway, Twister und Patch Adams auf. 2003 übernahm er seine erste Hauptrolle in Owning Mahowny.

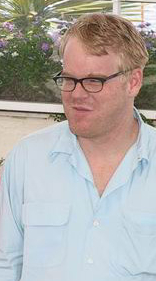
Philip S. Hoffman in Cannes, 2002

2005 spielte Hoffman die Filmrolle seines Lebens: Truman Capote in Bennett Millers Drama Capote. Seine Darstellung wurde von den Kritikern durchweg gelobt und mit dem Oscar als bester Hauptdarsteller ausgezeichnet. Ebenfalls 2005 wirkte er mit Mission: Impossible III erstmals in einem Actionfilm mit.
2010 gab Hoffman mit der romantischen Komödie Jack Goes Boating sein Debüt als Filmregisseur. In der Geschichte zweier Paare aus New York übernahm er auch eine der Hauptrollen. Drei Jahre später war er in dem Science-Fiction-Film Die Tribute von Panem – Catching Fire in der Rolle des Plutarch Heavensbee zu sehen.
1999 lernte Hoffman bei der Regiearbeit an seinem Stück In Arabia We’d All Be Kings die Kostümdesignerin Mimi O’Donnell kennen. Der Beziehung entstammen der Sohn Cooper Hoffman und zwei Töchter. Seit Herbst 2013 wohnten Hoffman und O’Donnell getrennt, O’Donnell hielt eigenen Angaben zufolge aber weiter zu ihm.
Von März bis Juni 2012 trat Hoffman auf dem Broadway wieder in Millers Schauspiel Tod eines Handlungsreisenden auf. 2013 wurde mit den Dreharbeiten zu Die Tribute von Panem – Mockingjay Teil 1 (2014) und Teil 2 (2015) begonnen, in denen Hoffman wieder Plutarch Heavensbee verkörperte. Infolge seines plötzlichen Todes kurz vor dem Ende der Dreharbeiten wurde das Drehbuch des letzten Teils der Tetralogie verändert, so dass Woody Harrelson in der Rolle des Haymitch Abernathy einen ursprünglich für Hoffman vorgesehenen Text sprach.
Hoffman war als junger Mann drogenabhängig, bis ihm 1989 ein Entzug gelang. Anfang 2013 erlitt er nach jahrelanger Abstinenz einen heftigen Rückfall, weshalb er sich in Behandlung begab. Am 2. Februar 2014 wurde er im Alter von 46 Jahren in seinem New Yorker Apartment tot aufgefunden. Als Todesursache wurde bei der Obduktion eine Mischung aus Heroin, Kokain, Amphetamin und Benzodiazepinen festgestellt. Die Staatsanwaltschaft geht von einer versehentlichen Überdosis aus. Hoffman zählt somit zu den Opfern der Opioidepidemie in den USA.
Von 2013 bis zu seinem Tod lebte der Schauspieler in 35 Bethune Street im West Village.

## Auszeichnungen
Hoffman hat in 53 Filmen gespielt. Für seine Arbeit gewann er eine Vielzahl von Filmpreisen, die angesehensten davon waren der Golden Globe als bester Hauptdarsteller in einem Drama und der Oscar als bester Hauptdarsteller, jeweils 2006 für Capote. 2004 und 2006 erhielt er den Chlotrudis Award als bester Hauptdarsteller für Owning Mahowny und Capote.
Weitere Oscar-Nominierungen erhielt er 2008 für seine Nebenrolle in Mike Nichols’ Der Krieg des Charlie Wilson sowie 2009 für das Drama Glaubensfrage. Für seine Broadway-Auftritte wurde Hoffman 2000 für den Tony Award nominiert. 2013 war er für seine Rolle in The Master als bester Nebendarsteller erneut für den Oscar nominiert.

## Filmografie (Auswahl)
Als Schauspieler
- 1991: Kreuzfahrt vor Manhattan (Triple Bogey on a Par Five Hole)
- 1991: Law & Order (Fernsehserie, Episode 1x14)
- 1992: Szuler
- 1992: My New Gun
- 1992: Der Schein-Heilige (Leap of Faith)
- 1992: Der Duft der Frauen (Scent of a Woman)
- 1993: Joey Breaker
- 1993: Mein Freund, der Zombie (My Boyfriend’s Back)
- 1993: Money for Nothing
- 1994: Getaway (The Getaway)
- 1994: Nobody’s Fool – Auf Dauer unwiderstehlich (Nobody’s Fool)
- 1994: The Yearling (Fernsehfilm)
- 1994: When a Man Loves a Woman – Eine fast perfekte Liebe (When a Man Loves a Woman)
- 1995: The Fifteen Minute Hamlet
- 1996: Last Exit Reno (Sydney)
- 1996: Twister
- 1997: Boogie Nights
- 1998: Culture
- 1998: The Big Lebowski
- 1998: Happiness
- 1998: Next Stop Wonderland
- 1998: Patch Adams
- 1998: Wiege der Angst (Montana)
- 1999: Der talentierte Mr. Ripley (The Talented Mr. Ripley)
- 1999: Magnolia
- 1999: Makellos (Flawless)
- 2000: Almost Famous – Fast berühmt (Almost Famous)
- 2000: State and Main
- 2002: 25 Stunden (25th Hour)
- 2002: Love Liza
- 2002: Punch-Drunk Love
- 2002: Roter Drache (Red Dragon)
- 2003: Unterwegs nach Cold Mountain (Cold Mountain)
- 2003: Owning Mahowny
- 2004: … und dann kam Polly (Along Came Polly)
- 2005: Capote
- 2005: Empire Falls – Schicksal einer Stadt (Empire Falls)
- 2005: Strangers with Candy
- 2006: Mission: Impossible III
- 2007: Tödliche Entscheidung – Before the Devil Knows You’re Dead (Before the Devil Knows You’re Dead)
- 2007: Der Krieg des Charlie Wilson (Charlie Wilson’s War)
- 2007: Die Geschwister Savage (The Savages)
- 2008: Synecdoche, New York
- 2008: Glaubensfrage (Doubt)
- 2009: Radio Rock Revolution (The Boat That Rocked)
- 2009: Mary & Max – oder: Schrumpfen Schafe, wenn es regnet? (Mary and Max, Stimme)
- 2009: Lügen macht erfinderisch (The Invention of Lying)
- 2010: Jack in Love (Jack Goes Boating)
- 2011: The Ides of March – Tage des Verrats (The Ides of March)
- 2011: Die Kunst zu gewinnen – Moneyball (Moneyball)
- 2012: The Master
- 2012: Saiten des Lebens (A Late Quartet)
- 2013: Die Tribute von Panem – Catching Fire (The Hunger Games: Catching Fire)
- 2014: A Most Wanted Man
- 2014: Leben und Sterben in God’s Pocket (God’s Pocket)
- 2014: Die Tribute von Panem – Mockingjay Teil 1 (The Hunger Games: Mockingjay – Part 1)
- 2015: Die Tribute von Panem – Mockingjay Teil 2 (The Hunger Games: Mockingjay – Part 2)

Hoffmans Stammsprecher war ab 1999 Oliver Stritzel.
Als Regisseur
- 2010: Jack in Love (Jack Goes Boating)

## Dokumentarfilm
- Too young to die: Philip Seymour Hoffman – Ganz und gar Schauspieler. Dokumentarfilm, Deutschland, 2015, 51 Min., Buch und Regie: Matthias Schmidt, Produktion: broadcast.tv, arte, ZDF, Erstsendung: 5. Dezember 2015 bei arte.[19]